# Gúlǐngjiē shàonián shārén shìjiàn
Gúlǐngjiē shàonián shārén shìjiàn é um filme de drama taiwanês de 1991 dirigido e escrito por Edward Yang. Foi selecionado como representante de Taiwan à edição do Oscar 1992, organizada pela Academia de Artes e Ciências Cinematográficas, mas não foi indicado.
Desde seu lançamento, Gúlǐngjiē shàonián shārén shìjiàn foi elogiado como uma das melhores obras de Yang, um dos melhores filmes da década de 1990 e um dos maiores filmes de todos os tempos. Ele ficou em 78º lugar na pesquisa Sight & Sound Greatest Films of All Time de 2022, um dos quatro filmes em língua chinesa a serem incluídos, e acima de Yi yi de Yang.

## Elenco
- Chang Chen
- Lisa Yang
- Chang Kuo-Chu
- Elaine Jin
- Wang Chuan
- Chang Han